# Hikosuke Totsuka
Hikosuke Totsuka (戸塚 彦介 Totsuka Hikosuke?) (1813 - 15 de abril de 1886) fue un maestro japonés de jujutsu, líder de la rama Totsuka de Yoshin-ryu. Bajo su mando, la escuela Totsuka-ha se convirtió en la mayor organización dedicada al jujutsu en el Japón de su época, además de la última gran escuela tradicional, hasta el advenimiento del judo.

## Biografía
Nacido en la antigua capital de Edo, Hikosuke fue el hijo mayor de Hidetsuka Totsuke, el propio fundador de la rama Totsuka. Con tan sólo 17 años, ya entrenado en el arte familiar, Hikosuke comenzó a trabajar para el Dominio de Numazu en la provincia de Suruga de 1830 a 1837, momento en que su padre falleció y le dejó el liderazgo de la familia. En 1860, el prestigio de Hikosuke como profesor de jujutsu era ya tal que obtuvo una audiencia con el propio shogun de Japón, Tokugawa Iemochi, en presencia de quien Totsuka realizó los kata propios de su estilo como exhibición. Iemochi quedó impresionado con él, por lo que Totsuka fue reclutado para el shogunato como profesor de lucha cuerpo a cuerpo en la academia militar Kobusho.
Alrededor de esta época, parece ser que tuvo contacto con uno de los futuros miembros de los Shinsengumi, Shinohara Yasunoshin, que vivió durante un tiempo en casa de Totsuka y discutió principios marciales con él.
En 1861, Totsuka dejó la escuela y regresó a Edo, ahora llamada Tokio, donde abrió una cadena de dojos. En poco tiempo tenía ya 1.600 aprendices, y su número no hizo más que aumentar a pesar de que Totsuka se mudara personalmente a la Prefectura de Chiba, donde fungió como instructor de la policía local, a causa de la Restauración Meiji. También entrenó a varios famosos exponentes de su arte, como Matashiro Kashiwazaki, Jujiro Aizawa, Taro Terushima y Teisuke Nishimura. En la década de 1880s, sus estudiantes en Tokio se vieron envueltos en la rivalidad marcial entre Kodokan y Totsuka, pero Hikosuke no vería su final, ya que falleció de enfermedad en 1886 en mitad de los enfrentamientos.
Le sucedió su hijo adoptivo Hidemi, que más tarde se unió al fundador del instituto Kodokan, Jigoro Kano, para abrir un departamento de jujutsu en el Dai Nippon Butoku Kai.